# Be a Man (album Ewy Bem)
Be A Man – album Ewy Bem nagrany razem z zespołem Swing Session, wydany w roku 1981. Ukazał się jako vol. 65 serii Polish Jazz.
Płyta została nagrana w kwietniu 1981 w Warszawie. LP został wydany w 1981 przez Polskie Nagrania „Muza” w wersji stereofonicznej pod numerem katalogowym SX 2365. Reedycja na CD ukazała się w 2005 (PNCD 979) jako wynik współpracy Polskiego Radia i Polskich Nagrań Muza.

## Wykonawcy
- Ewa Bem – śpiew
- Henryk Majewski – skrzydłówka, leader
- Henryk Miśkiewicz – klarnet, saksofon altowy
- Zbigniew Jaremko – saksofon tenorowy
- Zbigniew Konopczyński – puzon
- Andrzej Jagodziński – fortepian
- Henryk Stefański – gitara
- Jerzy Stawarz – kontrabas
- Tadeusz Federowski – perkusja
- Zbigniew Wodecki – śpiew (B–2)
- Orkiestra smyczkowa pod dyr. Zbigniewa Jaremki (B–2, 4, 5)

## Lista utworów
Strona A
| 1. | „Medley” | 6:20  |
|    | 1. „Them There Eyes” (Maceo Pinkard, Dorius Tauber, William Tracey) 2. „Love Is Here to Stay” (George Gershwin, Ira Gershwin) 3. „Exactly Like You” (Jimmy McHugh, Dorothy Fields) 4. „The Days of Wine and Roses” (Henry Mancini, Johnny Mercer) 5. „Honeysuckle Rose” (Fats Waller, Andy Razaf) 6. „When the Saints Go Marching In” (trad.) |       |
| 2. | „Misty” (Erroll Garner, Johnny Burke) | 4:25  |
|    | |       |
| 3. | „The Man I Love” (George Gershwin, Ira Gershwin) | 3:50  |
|    | |       |
| 4. | „Oh, What a Beautiful Mornin'” (Richard Rodgers, Oscar Hammerstein II) | 3:25  |
|    | |       |
| 5. | „Groovin' High” (Charlie Parker) | 1:15  |
|    | |       |
|    | | 19:15 |
|    | |       |
Strona B
| 1. | „Bądź mężczyzną” (Henryk Majewski, Maria Czubaszek)                       | 2:52  |
|    |                                                                           |       |
| 2. | „Czy powie mi Pan dzień dobry” (Zbigniew Jaremko, Magdalena Wojtaszewska) | 3:25  |
|    |                                                                           |       |
| 3. | „Dzień dobry Mr Blues” (Jerzy Wasowski, Błażej Perkun)                    | 5:35  |
|    |                                                                           |       |
| 4. | „Wyznanie wieczorne” (Zbigniew Jaremko, Krzysztof Kłopotowski)            | 2:50  |
|    |                                                                           |       |
| 5. | „Tylko dni” (Zbigniew Jaremko, Maria Czubaszek)                           | 2:45  |
|    |                                                                           |       |
| 6. | „Rób to co chcesz” (Henryk Majewski, Maria Czubaszek)                     | 2:38  |
|    |                                                                           |       |
|    |                                                                           | 20:05 |
|    |                                                                           |       |

## Informacje uzupełniające
- Reżyser nagrania – Zofia Gajewska
- Inżynier dźwięku – Janina Słotwińska
- Omówienie płyty (tekst na okładce) – Jan Borkowski
- Omówienie płyty (tekst reedycji z 2016) – Jan Borkowski
- Projekt okładki – Marek Karewicz